# Inherit the Wind (peça teatral)
Inherit the Wind (“O Vento Será Tua Herança”) é uma peça teatral de Jerome Lawrence e Robert Edwin Lee, escrita em 1951 e encenada pela primeira vez em 1955. É uma parábola que ficcionaliza um caso real, o Scopes "Monkey" Trial (“O Julgamento do Macaco”), de 1925, como um meio de discutir o então vigente macartismo.

## Histórico
Inherit the Wind é uma ficção sobre o Scopes "Monkey" Trial, de 1925, que resultou da convicção de John T. Scopes' em ensinar a Teoria da Evolução de Charles Darwin nas aulas de ciência de uma escola pública, contrariando a lei estadual do Tennessee, que proibia o ensino do evolucionismo.
As personagens Matthew Harrison Brady, Henry Drummond, Bertram Cates e E. K. Hornbeck correspondiam às figuras históricas de William Jennings Bryan, Clarence Darrow, John Scopes, e H. L. Mencken, respectivamente. Todavia, os escritores ressaltavam, em uma nota de abertura, que não se tratava apenas de uma peça histórica. Sua intenção era fazer uma crítica ao então vigente macartismo e às investigações anticomunistas promovidas pelo Senador Joseph McCarthy.
Os autores usaram a história do caso Scope como pano de fundo para um drama que confrontava a ameaça à liberdade intelectual presente na histeria anticomunista. Em 1996, Lawrence comentou em uma entrevista que o ensino da evolução fora usado como uma parábola, uma metáfora para qualquer tipo de controle mental, e não se tratava de um caso de ciência versus religião, mas sobre a liberdade de pensar: "we used the teaching of evolution as a parable, a metaphor for any kind of mind control [...] It's not about science versus religion. It's about the right to think" .

## Sinopse
A peça tem suas bases no caso bastante famoso ocorrido em 1925, no estado americano do Tennesse, quando um professor, Hnery Drummond (cujo personagem é baseado em John Thomas Scopes), foi julgado criminalmente por ensinar a Teoria da Evolução de Charles Darwin em uma escola pública. “Monkey Trial” (O Julgamento do Macaco), como ficou conhecido, teve repercussão mundial mediante uma batalha travada entre os advogados de acusação e a defesa, que foi impedida pelo juiz de apresentar cientistas como testemunhas em favor da teoria da evolução. O julgamento durou 11 dias e foi o primeiro a ser transmitido pelo rádio.

## Título
O título da peça vem do Livro dos Provérbios, 11:29, que na versão bíblica do rei James, diz:
He that troubleth his own house shall inherit the wind:
and the fool shall be servant to the wise of heart

## Broadway
Inherit the Wind iniciou com atores locais em 10 de janeiro de 1955, e a primeira temporada estreou na Broadway em 21 de abril de 1955, permanecendo até 22 de junho de 1957.

### Ficha técnica da 1ª temporada
- Produtor = Herman Shumlin
- Produtor associado = Margo Jones
- Diretor = Herman Shumlin
- Diretora assistente = Terese Hayden
- Cenografia = Peter Larkin

### Elenco da 1ª temporada
- Paul Muni[6] … Henry Drummond
- Ed Begley[7] … *Matthew Harrison Brady
- Tony Randall  … E. K. Hornbeck
- Lou Adelman … Ensemble
- Jack Banning  …Timmy
- Eric Berne … Howard
- Staats Cotsworth …Rev. Jeremiah Brown

Posteriormente houve duas reapresentações na Broadway: de 4 de abril de 1996 a 12 de maio de 1996, e de 12 de abril de 2007 a 8 de julho de 2007. A temporada de 1996 teve George C. Scott como Brady (um papel que ele repetiu no filme de 1999, para a TV, Inherit the Wind). Em abril, Scott teve que interromper a apresentação incompleta, mediante seus problemas cardíacos, e foi substituído por Tony Randall naquele dia; sua doença acabou por levar ao encerramento da temporada. Christopher Plummer estrelou a temporada de 2007. Kevin Spacey estrelou uma reapresentação em 2009 no The Old Vic, em Londres.

## Cinema
A peça foi filmada diversas vezes e, em todas as filmagens, teve destaque e recebeu várias premiações. O primeiro Inherit the Wind foi dirigido por Stanley Kramer e feito para o cinema, em 1960. Seguiram-se outras versões, feitas para a TV: Inherit the Wind (1965), Inherit the Wind (1988) e Inherit the Wind (1999).